# Colobothea sahlbergi
Colobothea sahlbergi är en skalbaggsart som beskrevs av Aurivillius 1902. Colobothea sahlbergi ingår i släktet Colobothea och familjen långhorningar. Inga underarter finns listade i Catalogue of Life.